# Tintinábulo
Tintinábulo (do latim tintinnabulum, sino pequeno) é uma insígnia que a Santa Sé concede às Igrejas com o título honorífico de Basílica concedido pelo Papa
Consiste num pequeno sino que figura na procissão do Corpus Christi e outras solenidades. Junto com o umbráculo, mostra a união com o Pontífice Romano.
O tintinábulo consta de um estandarte com a imagem do santo titular que remata na parte superior com um pequeno sino e coroado pela tiara papal e as Chaves do Céu.

## História
Na Idade Média, o tintinábulo tinha a função prática de anunciar ao povo de Roma a proximidade do Papa durante as procissões.